# Harmichaur
Harmichaur (nep. हर्मिचौर) – gaun wikas samiti w zachodniej części Nepalu w strefie Lumbini w dystrykcie Gulmi. Według nepalskiego spisu powszechnego z 2001 roku liczył on 498 gospodarstw domowych i 2749 mieszkańców (1429 kobiet i 1320 mężczyzn).